# Polis (Cipro)
Polis (in greco Πόλις Χρυσοχούς?, Polis Chrysochous; in turco Poli) è un comune di Cipro nel distretto di Paphos di 2.018 abitanti (dati 2011).